# Нана Конду
Атина̀ (Нана̀) П. Конду̀ (на гръцки: Αθηνά, Νανά Π. Κοντού) е гръцка поетеса.

## Биография
Родена е в Солун в семейството на бежанци от Тракия. Сестра ѝ Ерато-Екатерини Г. Мелу е поетеса и писателка, брат ѝ Герасимос Кондос също е поет, а другият ѝ брат Хараламбос Кондос е писател. Пише от малка. Членка е на Дружеството на гръцките писатели в Атина, на Италианската академия на Понтзен в Неапол, на Делфийските амфиктиони, на Обществото на писателите в Атина, на Световната академия в Рим „Богарт“. От 1960 година публикува няколко стихосбирки. Пише в много списания, както гръцки, така и чужди, и е включвана в енциклопедии и антологии. Носителка е на много отличия и награди.